# Hafið
 Hafið (engelska: The Sea) är en isländsk dramafilm från 2002 i regi av Baltasar Kormákur. Den handlar om en isländsk familj som äger ett fiskeriföretag. Filmen belönades med Eddapriset i åtta kategorier, bland annat för Bästa film. Den vann också FIPRESCI-priset och blev nominerad till Nordiska rådets filmpris.

## Rollista (i urval)
- Gunnar Eyjólfsson – Thórdur
- Hilmir Snær Guðnason – Ágúst
- Hélène de Fougerolles – Françoise
- Kristbjörg Kjeld – Kristín
- Herdís Thorvaldsdóttir – Kata
- Gudrún Gísladóttir – Ragnheidur
- Sven Nordin – Morten
- Elva Ósk Ólafsdóttir – Áslaug
- Sigurdur Skúlason – Haraldur
- Nína Dögg Filippusdóttir – María
- Þröstur Leó Gunnarsson – Kalli Bumba